# Bismarck Barreto Faria
Bismarck Barreto Faria (sinh ngày 17 tháng 9 năm 1969) là một cầu thủ bóng đá người Brasil.

## Đội tuyển bóng đá quốc gia
Bismarck thi đấu cho đội tuyển bóng đá quốc gia Brasil từ năm 1989 đến 1990.

## Thống kê sự nghiệp
| Đội tuyển bóng đá Brasil | Đội tuyển bóng đá Brasil | Đội tuyển bóng đá Brasil |
| Năm                      | Trận                     | Bàn                      |
| ------------------------ | ------------------------ | ------------------------ |
| 1989                     | 7                        | 1                        |
| 1990                     | 4                        | 0                        |
| Tổng cộng                | 11                       | 1                        |